# Edmond Abelé
Edmond-Marie-Henri Abelé (* 4. März  1925 in Châlons-sur-Marne, Département Marne; † 27. September 2017) war ein französischer Geistlicher und römisch-katholischer Bischof von Digne. 

## Leben

Wappenschild von Edmond Abelé als Bischof von Digne

Edmond Abelé empfing am 21. Oktober 1951 die Priesterweihe.
Papst Paul VI. ernannte ihn am 27. Juni 1972 zum Bischof von Monaco. Die Bischofsweihe spendete ihm der Bischof von Fréjus-Toulon, Gilles Barthe, am 15. Oktober desselben Jahres; Mitkonsekratoren waren René-Joseph Piérard, Bischof von Châlons, und Angelo Raimondo Verardo OP, Bischof von Ventimiglia. 
Papst Johannes Paul II. ernannte ihn am 1. Dezember 1980 zum Bischof von Digne und nahm am 2. Juni 1987 sein aus gesundheitlichen Gründen vorgebrachtes Rücktrittsgesuch an.